# Pep Ricart
Pep Ricart (Bétera, 1961) és una actor valencià de teatre, cinema i televisió. És també director d'escena i músic amateur.

## Teatre
Format en la Cia. Moma Teatre, dirigida per Carles Alfaro, inicia el seu treball al teatre professional amb "Basted". A aquest seguiran altres interpretacions en la Cia. Moma com "El cas Woyzeck", "La cantant calba", o "El muntaplats" i, més endavant, "Nascuts culpables". Ha col·laborat també intensament amb la Cia. de Teatre Micalet en espectacles com "Nàpols milionària", "Cantonada perillosa", "Ballant, ballant", "L'hostalera", "La bona persona de Sezuan", "El temps i els Conway" i "Don Juan". L'any 2000 guanya el premi al millor actor de Teatres de la Generalitat Valenciana.
per la seua interpretació en "Novecento: el pianista de l'oceà", producció d'Albena Teatre dirigida per Fernando Bernués. L'any 2006 tonar a ser guardonat amb aquest premi, en aquesta ocasió per "Ruanda: la carícia de Déu" que li val també el Premi de la crítica de València. L'any 2008 obté el premi al millor actor dels Premis Abril per la seua interpretació en "Mala Ratxa" dirigida per Carles Sanjaime. Darrerament ha intensificat la seu col·laboració amb la Cia. Hongaresa de Teatre on ha participat en "El mal de Holanda" i "El alma se serena". Acaba d'estrenar "Kafka i la nina viatgera", sota la direcció de Carles Alberola.
Com a director d'escena ha col·laborat en "Dani i Roberta", de John Patrick Shanley i "Nocturns" de Paco Zarzoso amb la Cia. Debarrani de la qual és fundador. I també ha col·laborat en la Cia. Krisis Dansa-Teatre als espectacles "Esperando-t", "Vuela-t", "Muere-t", "Psique" i "Temps". Ha dirigit també "Kauen" i "Ekilikuà" per la Cia. Kauen Teatre, "Melonfarmer" per l'Escola de Teatre de la Sala Escalante i "Castigats!" per la Cia. Combinats. Darrerament s'ha iniciat en la direcció escènica d'òpera amb l'entremés operístic "El guardainfante".